# Zadní Chodov
Zadní Chodov là một làng thuộc huyện Tachov, vùng Plzeňský, Cộng hòa Séc.